# Поджог стадиона в Загребе (1941)
Поджог стадиона в Загребе  (сербохорв. Паљење стадиона у Загребу / Paljenje stadiona u Zagrebu) — диверсионная акция югославских коммунистических партизан, совершённая 22 июля 1941 года в Загребе. В ходе событий девять человек сожгли дотла старый деревянный стадион в загребском районе Максимир.

## Предыстория
С самого начала правления хорватских фашистов в Загребе, подчинявшихся руководству Третьего Рейха, в столице Хорватии было неспокойно, несмотря на кажущуюся тишину и не менявшийся темп жизни. Большая часть населения Загреба не приветствовала новую власть, считая её не освободительным движением, а коллаборационистами и предателями. Среди недовольных было особенно много членов Союза коммунистической молодёжи Югославии и прочих антифашистов. Самым первым диверсионным актом против власти усташей стал поджог стадиона в районе Максимир. Бывшие ученики средних школ Загреба были возмущены тем, что на стадионе, на котором ранее проводились тренировки клуба ХАШК, теперь было невозможно просто провести тренировку или разминку: загребские власти решили разобрать стадион, а дерево пустить для военного производства. В ответ на это молодёжь решила сжечь стадион и оставить усташей без ценного ресурса. Первые две попытки не увенчались успехом, и пожарные дважды успешно справились с пламенем.

## Поджог
В третий раз хорватская молодёжь решила подготовиться куда более тщательно. Инициатором поджога стал Мартин Моймир, член загребского горкома СКМЮ. Помощь ему оказывали Крешо Ракич, Станко Бронзин, Брацо Белич и Гвозде Будак (выпускники-члены СКОЮ), Любо Шарич, Степан Млинарич, Борис Триглавчан и Райка Бакович (школьники). Райка заняла должность курьера в этой команде.
С учётом неудачного опыта заговорщики решили подготовить побольше горючей смеси: на квартире у Мартина Моймира они постоянно проводили эксперименты с нитроглицерином, пытаясь получить нужное им взрывоопасное вещество. После одного из таких экспериментов в квартире прогремел взрыв: пострадавших, к счастью, не оказалось, но одна из комнат Моймира обгорела. В конце концов молодёжь изготовила достаточно взрывоопасного вещества, после чего в 9 часов вечера, разделившись предварительно на две группы, направились к сокольскому стадиону в Максимире. Им удалось тайно пробраться мимо охранников и расставить резервуары с горючей смесью со всех сторон стадиона. Выполнив работу, группа подожгла стадион и незаметно сбежала. К утру выяснилось, что стадион сгорел дотла.

## Последствия
Хорватские власти были в бешенстве, узнав о подобном поджоге, однако до ноября 1941 года им не удавалось даже выйти на след подозреваемых. После долгих допросов и пыток усташская полиция узнала всё-таки имена нескольких заговорщиков. 22 ноября 1941 агенты Усташской надзорной службы на углу Хайнцловой и Звонимировой улиц арестовали Крешо Ракича, Степана Млинарича, Велько Драговича и ещё одного неизвестного, у которого были обнаружены листовки Коммунистической партии Югославии. Милан Ивекович, агент УНС, должен был их доставить в дом 2 по Звонимировой улице на третий этаж, однако Млинарич выхватил пистолет и застрелил агента. Крешо Ракич был арестован, и вскоре его расстреляли ещё с 17 антифашистами в Ракове-Потоке. В память о нём в загребском пригороде Трнско были переименованы начальная школа и культурный центр.

## В массовой культуре
В 1977 году Душан Вукотич снял фильм о событиях под названием «Операция „Стадион“» (серб. Акција стадион).